# نورکوزن
نِوِرکوزن (انگلیسی: Neverkusen) (فارسی:هرگزکوزن) و معادل آلمانی آن Vizekusen (انگلیسی:second-kusen) (فارسی:دوم-کوزن) است، لقب‌هایی روزنامه‌ای برای تیم فوتبال آلمانی بایر ۰۴ لورکوزن است.
این لقب‌ها با توجه به نایب قهرمانی‌های این تیم در نظر گرفته شده است. به خصوص در سال‌های ۲۰۰۰ تا ۲۰۰۲ در دوران حضور میشائل بالاک در این تیم که آن‌ها ۲ نایب قهرمانی در بوندس‌لیگا (فصول ۲۰۰۰-۱۹۹۹ و ۲۰۰۲-۲۰۰۱)، ۱ نایب قهرمانی در جام حذفی آلمان (فصل ۲۰۰۲-۲۰۰۱) و ۱ نایب قهرمانی در لیگ قهرمانان اروپا (۲۰۰۲-۲۰۰۱) را بدست آوردند.
این باشگاه در فصل ۲۰۰۲-۲۰۰۱ با سرمربی‌گری کلاوس تاپ‌مولر در حالی‌که می‌توانست موفق به کسب «سه گانهٔ قهرمانی» شود، در هر سه مسابقات (بوندس‌لیگا، جام حذفی آلمان و لیگ قهرمانان اروپا) نایب قهرمان شد.
باشگاه بایر لورکوزن ۵ بار به مقام نایب قهرمانی بوندس لیگا رسیده.
این تیم از فصل ۹۷-۱۹۹۶ تا فصل ۲۰۰۲-۲۰۰۱ به فاصلهٔ شش فصل، ۴ بار نایب قهرمان بوندس لیگا شد.